# Regionalna boćarska liga
Regionalna boćarska liga (RBL), je neformalna međunarodna regionalna liga.
Prva sezona natjecanja bila je 2022.
Prve utakmice prvog izdanja regionalne lige odigrane su 9. rujna 2022. u Tivtu (premješteno iz Herceg Novog zbog vremenskih neprilika) te 10. rujna 2022. u Tivtu, Herceg Novom i Poreču.

## Popis klubova koji su sudjelovali (2022. – 2023.)
U zagradi je godina prvog sudjelovanja.
Poredani abecedno prvo po sjedištu kluba pa zatim po nazivu, preskačući oznaku vrste kluba.
ugašeni klubovi
Crna Gora
- BK Meljine, Meljine (Herceg Novi) (2022.)
- BK Val, Herceg Novi (2022.)

Hrvatska
- BK Metković, Metković (2022.)
- BK Istra, Poreč (2022.)
- BK Pula, Pula (2023.)
- BK Zrinjevac, Zagreb (2022.)

Slovenija
- BK Ilirska Bistrica, Ilirska Bistrica (2023.)
- BK Skala, Sežana (2023.)
- BD Trata, Škofja Loka (2022.)

Srbija
- BK Novi Beograd, Novi Beograd (2022.)
- BK Dinara, Zemun (Beograd) (2023.)

## Izdanja
Kazalo
* U zagradi je broj klubova, odnosno država, koji je inicijalno trebao sudjelovati u Ligi; izbačeni ili odustali.
| Lokacija završnog turnira | Godina | Broj * država | Broj * klubova | Broj * klubova | Prvaci   | rez. | #2       | #3                           | #4                           | Ref                         |
| Lokacija završnog turnira | Godina | Broj * država | liga           | doigr.         | Prvaci   | rez. | #2       | polufinalisti                | polufinalisti                | Ref                         |
| ------------------------- | ------ | ------------- | -------------- | -------------- | -------- | ---- | -------- | ---------------------------- | ---------------------------- | --------------------------- |
| Nepoznata kratica »«      | 2024.  |               |                |                |          |      |          |                              |                              |                             |
| Beograd                   | 2023.  | 4             | 9 (10)         | 4              | BK Pula  | 15:7 | BD Trata | BK Meljine                   | BK Novi Beograd              | [ 17 ] [ 18 ] [ 19 ]        |
| Beograd                   | 2022.  | 4             | 7              | 4              | BD Trata | 18:4 | BK Istra | BK Metković, BK Novi Beograd | BK Metković, BK Novi Beograd | [ 20 ] [ 21 ] [ 22 ] [ 23 ] |

### Vječna ljestvica
zaključno sa izdanjem 2023. 
| Nepoznata kratica »« | Klub     | Sjedište    | Prvak | Drugi | TOP4 | Ostali nazivi; Napomene |
| -------------------- | -------- | ----------- | ----- | ----- | ---- | ----------------------- |
|                      | BD Trata | Škofja Loka | 1     | 1     | 2    |                         |
|                      | BK Pula  | Pula        | 1     | 0     | 1    |                         |
|                      | BK Istra | Poreč       | 0     | 1     | 1    |                         |

## Vanjske poveznice
- RBL